# Králíky (district d'Ústí nad Orlicí)
Pour les articles homonymes, voir Králíky.
Králíky (en allemand : Grulich) est une ville du district d'Ústí nad Orlicí, dans la région de Pardubice, en Tchéquie. Sa population s'élevait à 4 126 habitants en 2024.

## Géographie
Králíky est arrosée par la Tichá Orlice, un affluent de l'Orlice, et se trouve à 11 km au nord-est d'Ústí nad Orlicí, à 52 km à l'est de Pardubice et à 148 km à l'est de Prague.
La commune est limitée par la Pologne au nord-ouest, par Dolní Morava au nord-est, par Malá Morava à l'est, par Červená Voda au sud, et par Orličky, Těchonín et Lichkov à l'ouest.

## Histoire
La première mention écrite de la localité remonte à 1357.

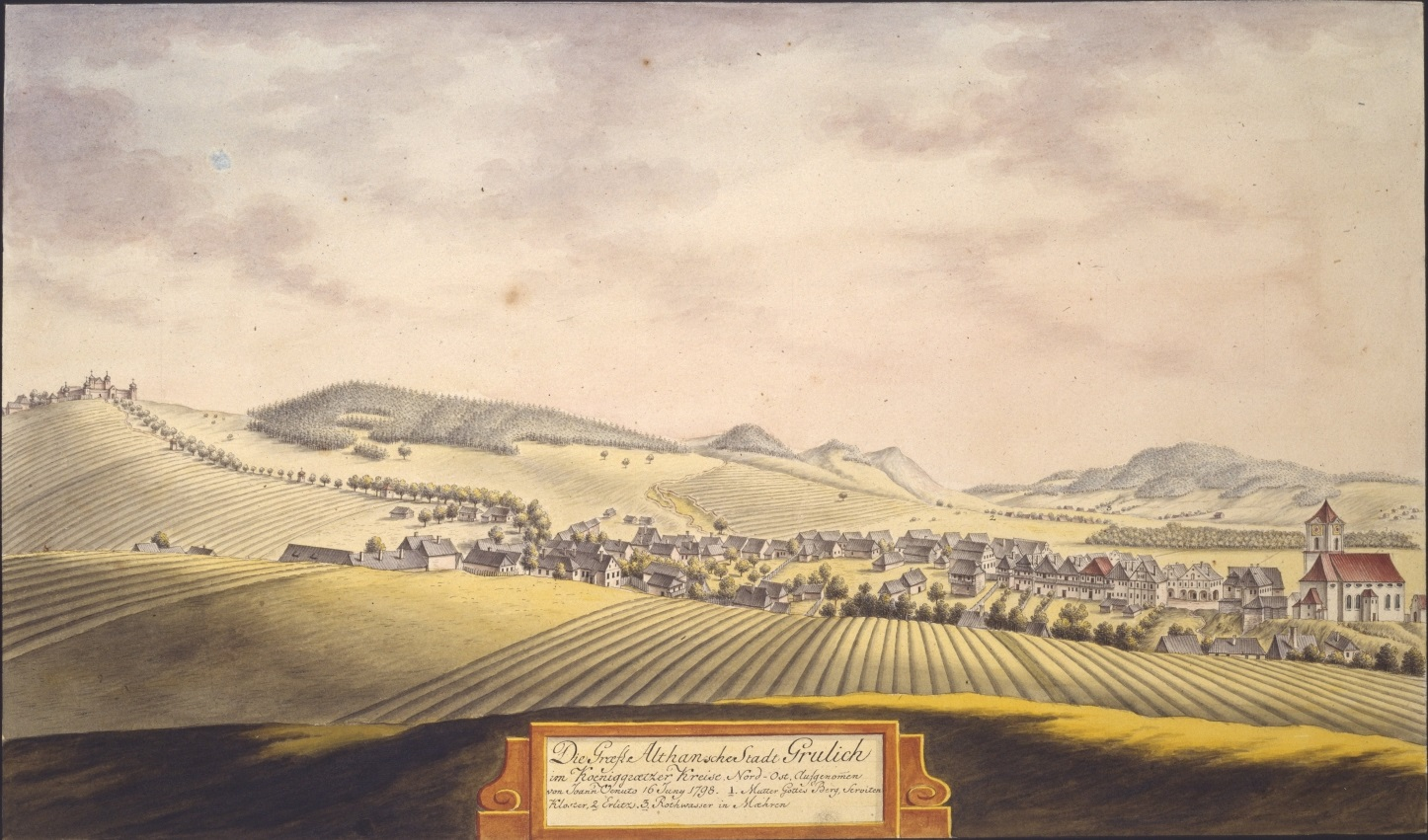
Králíky en 1798 par Joann Venuto.

Après les accords de Munich, qui entrainèrent le rattachement de la ville à l'Allemagne nazie, Adolf Hitler la visita le 5 décembre 1938.

## Galerie

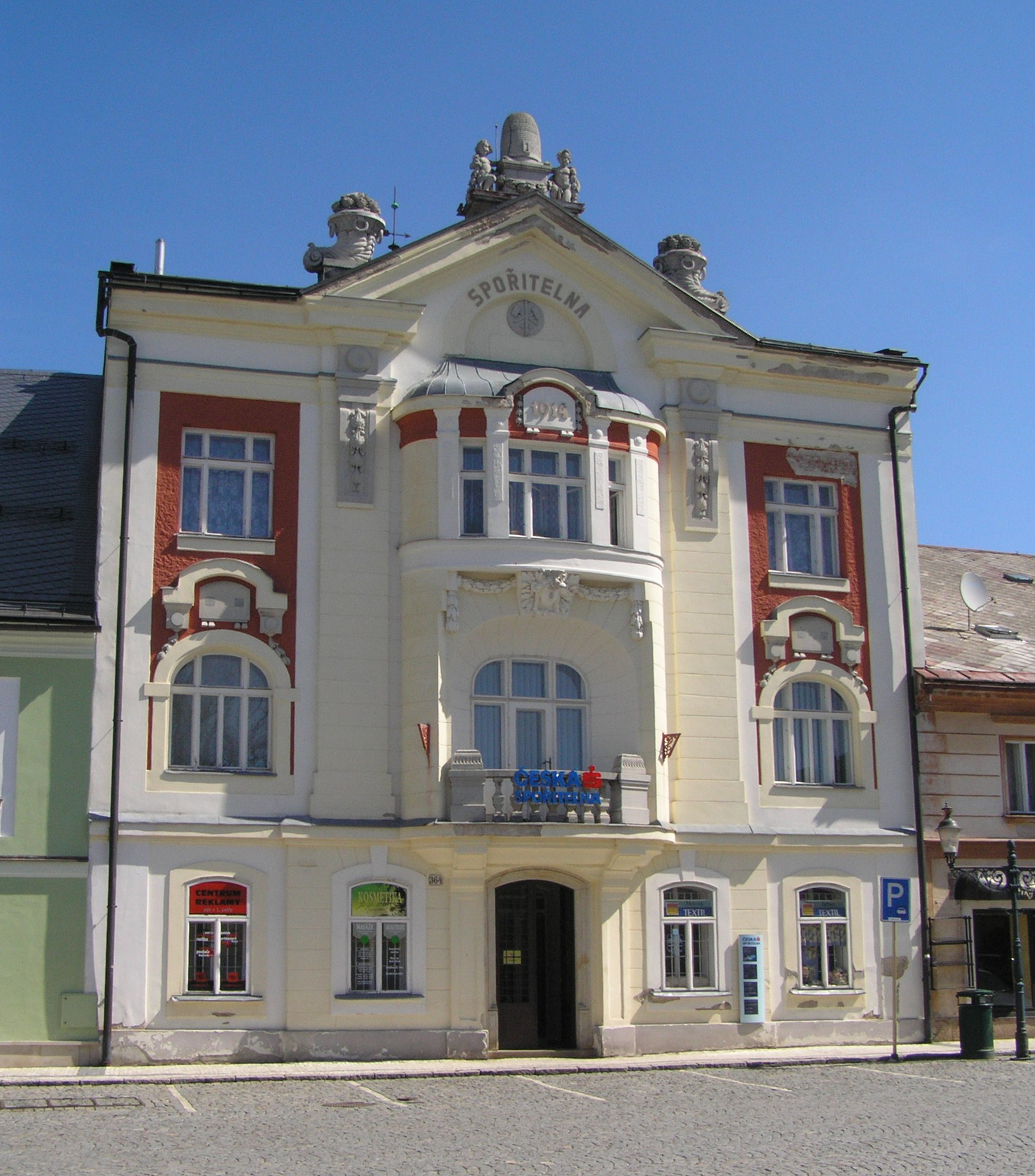
Caisse d'épargne.
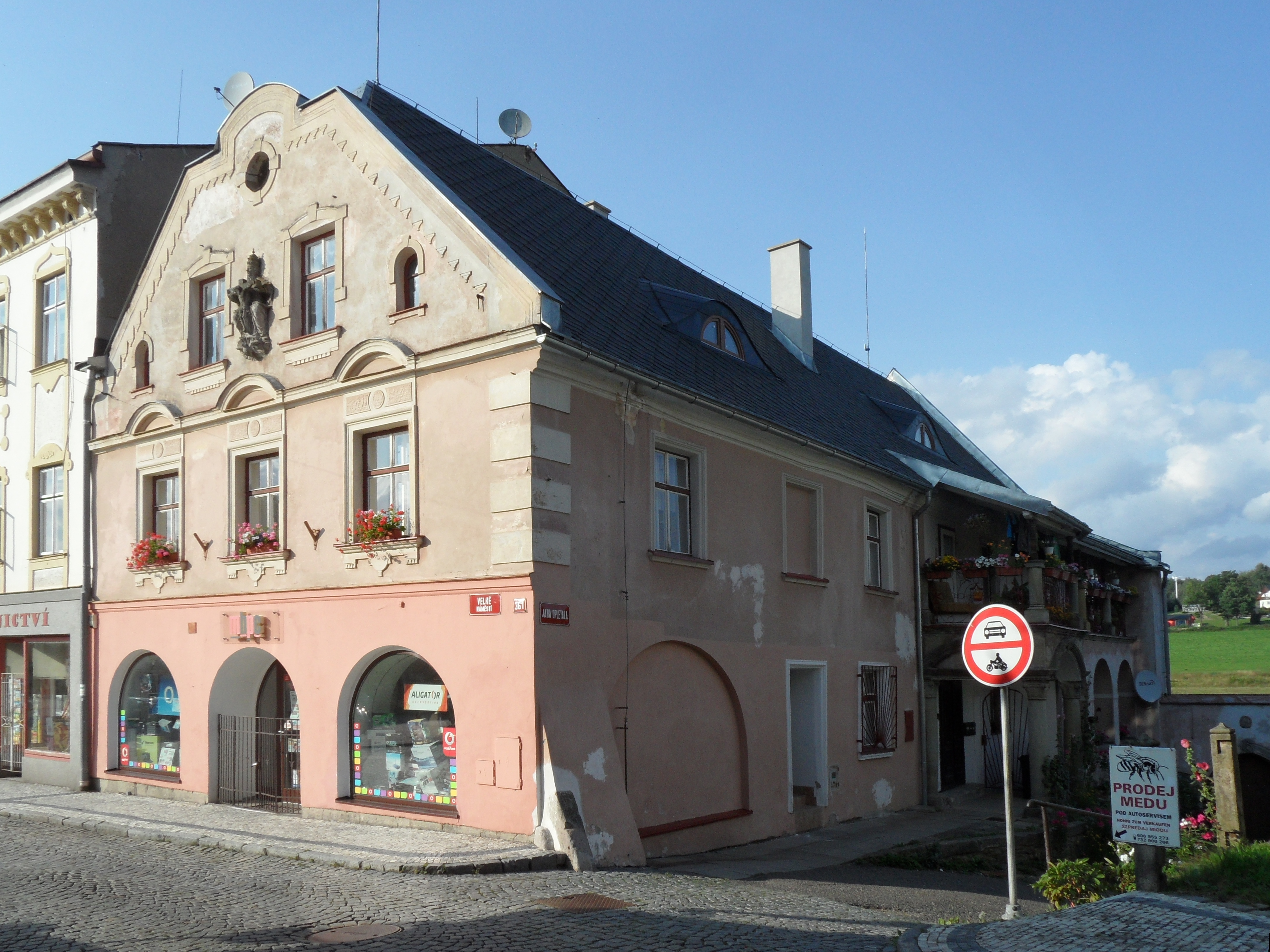
Maison de la Trinité.

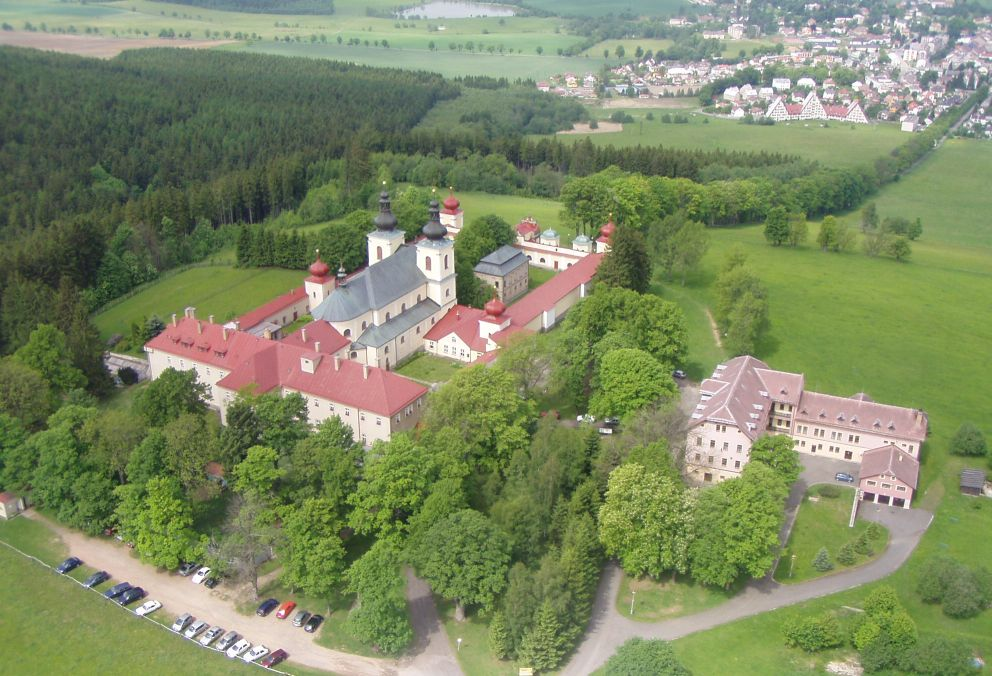
Monastère Hedec : vue aérienne.
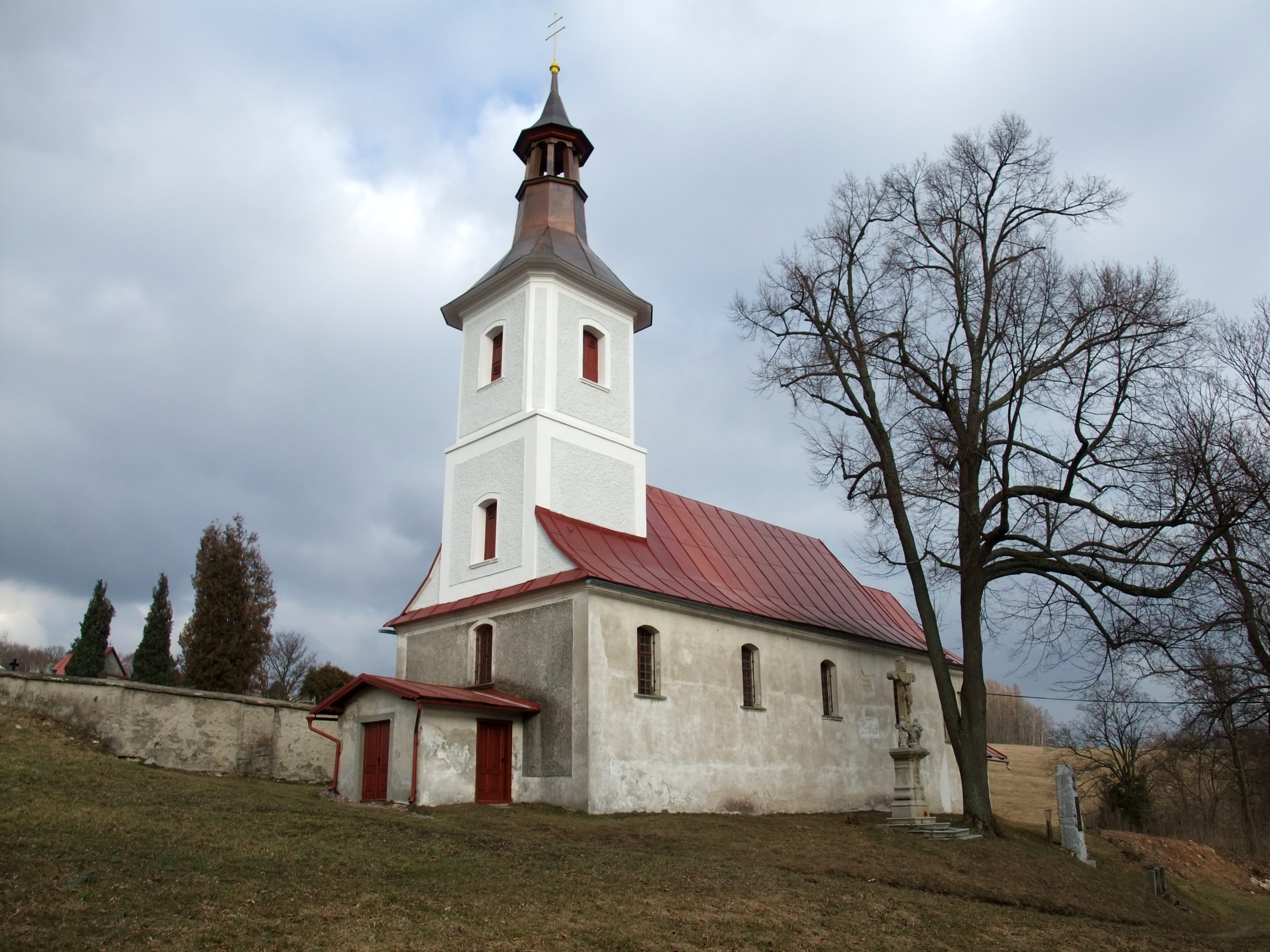
Église de l'Immaculée Conception.

## Transports
Par la route, Králíky se trouve à 20 km de Jablonné nad Orlicí, à 34 km de Šumperk, à 43 km d'Ústí nad Orlicí, à 86 km de Pardubice et à 197 km de Prague. 

## Villes jumelées
- Villmar (Allemagne)
- Międzylesie (Pologne)